# Jules Kruger
Pour l’article homonyme, voir Kruger.
Jules Kruger, ou Jules Krüger, est un directeur de la photographie français, né le 12 juillet 1891 à Strasbourg (alors en territoire allemand) et mort le 13 décembre 1959  à Clichy-la-Garenne (Hauts-de-Seine).

## Biographie
Gustave Jules Kruger est né le 12 juillet 1891 à Strasbourg, alors en territoire allemand.
Il travaille, entre 1920 et 1952, sur une soixantaine de films, principalement français. Il collabore notamment, à plusieurs reprises, avec Julien Duvivier.
Il meurt le 13 décembre 1959  à Clichy-la-Garenne (Hauts-de-Seine).

## Filmographie
- 1925 : La Terre promise (L'An prochain à Jérusalem) de Henry Roussell
- 1925 : Faubourg Montmartre de Charles Burguet
- 1927 : Napoléon d'Abel Gance
- 1928 : L'Argent de Marcel L'Herbier
- 1931 : Gagne ta vie d'André Berthomieu
- 1931 : La Fin du monde d'Abel Gance
- 1932 : Les Croix de bois de Raymond Bernard
- 1932 : Mélo de Paul Czinner
- 1933 : L'Épervier de Marcel L'Herbier
- 1934 : Maria Chapdelaine de Julien Duvivier
- 1934 : Les Misérables de Raymond Bernard
- 1934 : Lac aux dames, de Marc Allégret
- 1935 : Golgotha de Julien Duvivier
- 1935 : La Bandera de Julien Duvivier
- 1936 : Anne-Marie de Raymond Bernard
- 1936 : Le Roi de Pierre Colombier
- 1936 : La Belle Équipe de Julien Duvivier
- 1936 : Club de femmes de Jacques Deval
- 1937 : Une femme sans importance de Jean Choux
- 1937 : La Dame de Malacca de Marc Allégret
- 1937 : Le Messager de Raymond Rouleau
- 1937 : Les Perles de la couronne de Sacha Guitry
- 1937 : Pépé le Moko de Julien Duvivier
- 1938 : Le Récif de corail de Maurice Gleize
- 1938 : Vedettes du pavé (Sidewalks of London) de Tim Whelan
- 1938 : Vessel of Wrath d'Erich Pommer
- 1939 : La Charrette fantôme de Julien Duvivier
- 1941 : Caprices de Léo Joannon
- 1941 : Mam'zelle Bonaparte de Maurice Tourneur
- 1942 : Les Inconnus dans la maison de Henri Decoin
- 1942 : Mariage d'amour d'Henri Decoin
- 1944 : Graine au vent de Maurice Gleize
- 1946 : Au petit bonheur de Marcel L'Herbier
- 1946 : Le Bateau à soupe de Maurice Gleize
- 1947 : Contre-enquête de Jean Faurez
- 1952 : Tempête sur les Mauvents (Malaire) de Gilbert Dupé et Alejandro Perla